# Lieven van Lathem
Lieven van Lathem (Laethem) (ur. 1430 w Laethem-Sainte-Marie koło Gandawy, zm. 1493 w Antwerpii) – flamandzki miniaturzysta, ojciec malarza Jacoba van Lathena.

## Życie i działalność artystyczna
Pochodził z małej miejscowości Laethem-Sainte-Marie pod Gandawą. Według belgijskiego historyka sztuki Alphonsa Wautersa, jego ojcem był artysta Léon van Lathem Jego teść, pochodzący z Amsterdamu księgarz Jacob de Mayster, w 1457 roku wstąpił do gildii św. Łukasza w Antwerpii, natomiast jego syn również Jacob, służył u Filipa Pięknego jako kamerdyner (valet de chambre) i wraz z dworem wyjechał do Hiszpanii.
Lieven był uczniem Mistrza Girarta de Roussillon. Pierwsze wzmianki o nim pochodzą z dokumentów datowanych na rok 1454, dotyczących przyjęcia do cechu malarzy w Gandawie. Od 1456 roku pracował dla Filipa Dobrego, a następnie w latach 1457–1459 był na służbie u jego syna Karol Zuchwałego. Z tego okresu pochodzą m.in. takie prace jak miniatury w Godzinkach Filipa Dobrego czy Modlitewnika Karola Śmiałego (1459). Iluminacje w modlitewniku są jedynymi udokumentowanymi pracami artysty o pewnej atrybucji. Współpracował również przy ozdabianiu manuskryptów z kolekcji Louisa de Gruuthuse (Roman de Gillion de Trazegmies, Histoire de Jason, Secret des secrets), autorstwa Davida Auberta i Nicolasa Spierinca. W 1459 został wydalony z szeregów cechu malarzy za odmowę płacenia składek. W 1462 roku przebywał w północnej Holandii, gdzie pracował nad Godzinkami Katarzyny z Kleve, gdzie wykonał ozdobne drolerie (iluminacje do Godzinek wykonał Mistrz Katarzyny z Kleve) oraz pracował przy dekoracji starszej części Godzinek Marii Burgundzkiej (ok. 1475-1477), przypisywanej dawniej Philippe’owi de Mazerolles.
Na stałe osiadł w Antwerpii, gdzie w 1462 roku został członkiem gildii św. Łukasza. Jego działalność artystyczna nie ograniczała się tylko do miejsca zamieszkania. W roku 1468 pracował w Brugii, gdzie przygotowywał dekoracje na ślub Karola Śmiałego z Małgorzatą z Yorku, siostrą angielskiego króla Edwarda IV a córką księcia Yorku Ryszarda i Cecylii Neville. Rok później, w Hadze, pracował przy iluminacjach do Modlitewnika Karola Śmiałego. W latach 1487–1490 wykonywał zlecenia króla rzymskiego Maksymiliana I, a w ostatnim roku został odnotowany jako królewski malarz nadworny.

## Życie prywatne
Ożenił się z Antoinette Meyster (Smeesters lub Smeysters Antonine), córką amsterdamskiego iluminatora działającego we Flandrii Jacques’a Meystera. Miał dwóch synów: złotnika Lievena i malarza Jacoba. Obaj pracowali dla Filipa Pięknego

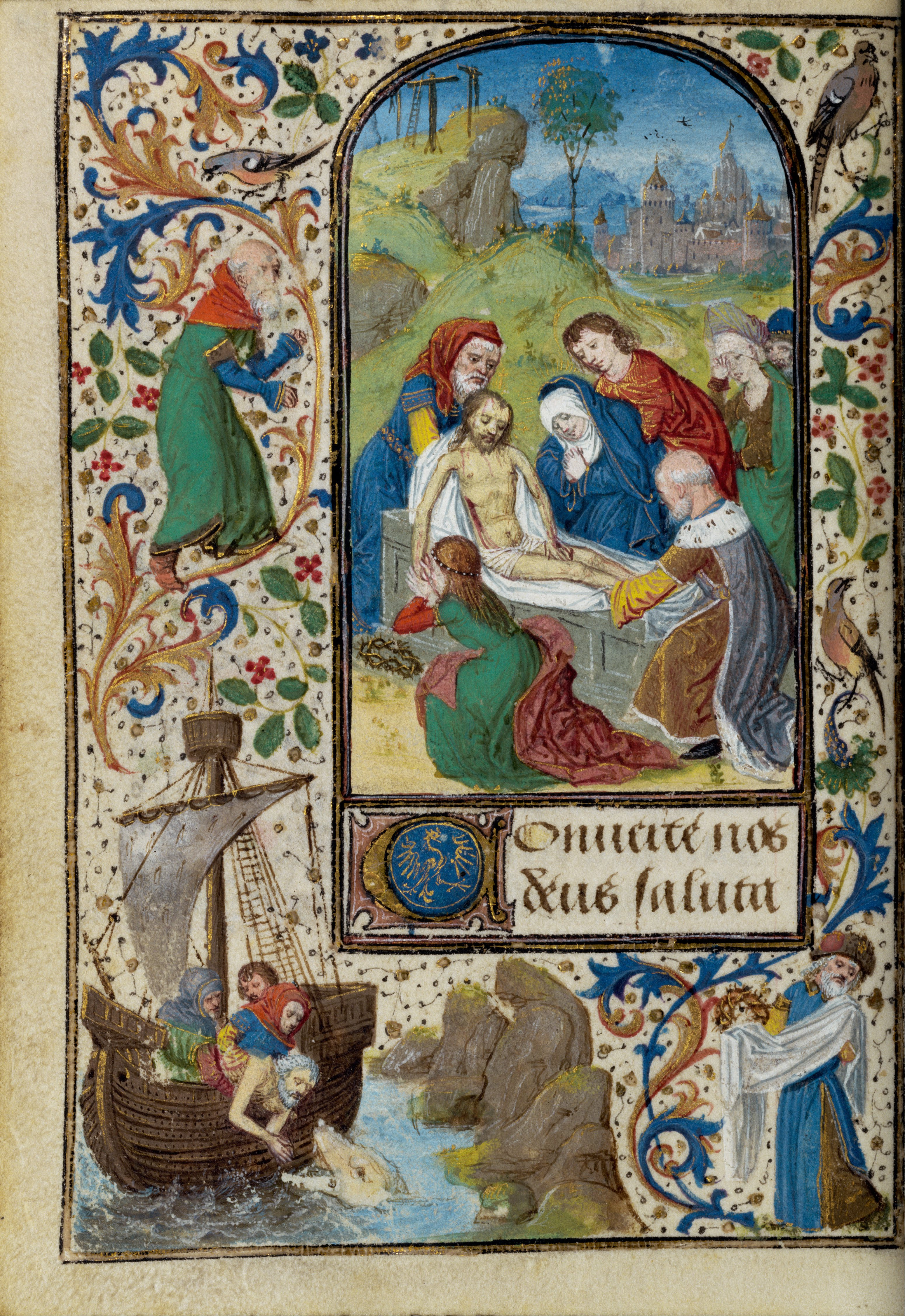
Karta z Godzinek Karola Śmiałego z J. Paul Getty Museum (Ms.37, f. 119v)